# Liu Xiangrong
Liu Xiangrong (chiń. 刘相蓉; ur. 6 czerwca 1988 w Hohhot) – chińska lekkoatletka, kulomiotka.

## Osiągnięcia
- 10. miejsce podczas mistrzostw świata (Berlin 2009)
- srebrny medal mistrzostw Azji (Guangdong 2009)
- srebrny medal mistrzostw Azji (Kobe 2011)
- halowe mistrzostwo Azji (Hangzhou 2012)
- 6. lokata na halowych mistrzostwach świata (Stambuł 2012)
- 6. lokata podczas igrzysk olimpijskich (Londyn 2012)
- złoty medal mistrzostw Azji (Pune 2013)
- srebrny medal uniwersjady (Kazań 2013)
- 10. miejsce podczas mistrzostw świata (Moskwa 2013)
- złoto igrzysk Azji Wschodniej (Tiencin 2013)
- medalistka mistrzostw Chin

## Rekordy życiowe
- pchnięcie kulą – 19,24 (2012)
- pchnięcie kulą (hala) – 18,81 (2013)